# Lovćen (pasmo górskie)
Lovćen – pasmo górskie w południowej części Gór Dynarskich. Leży w Czarnogórze, niedaleko brzegów Adriatyku i Zatoki Kotorskiej. Najwyższym szczytem pasma jest Štirovnik, który osiąga wysokość 1749 m.
Centralną część pasma obejmuje Park Narodowy Lovćen.
Szczyty:
- Štirovnik – 1749 m,
- Jezerski vrh – 1657 m,
- Babljak – 1604 m,
- Trestenik – 1489 m,
- Hum – 1415 m.

## Linki zewnętrzne

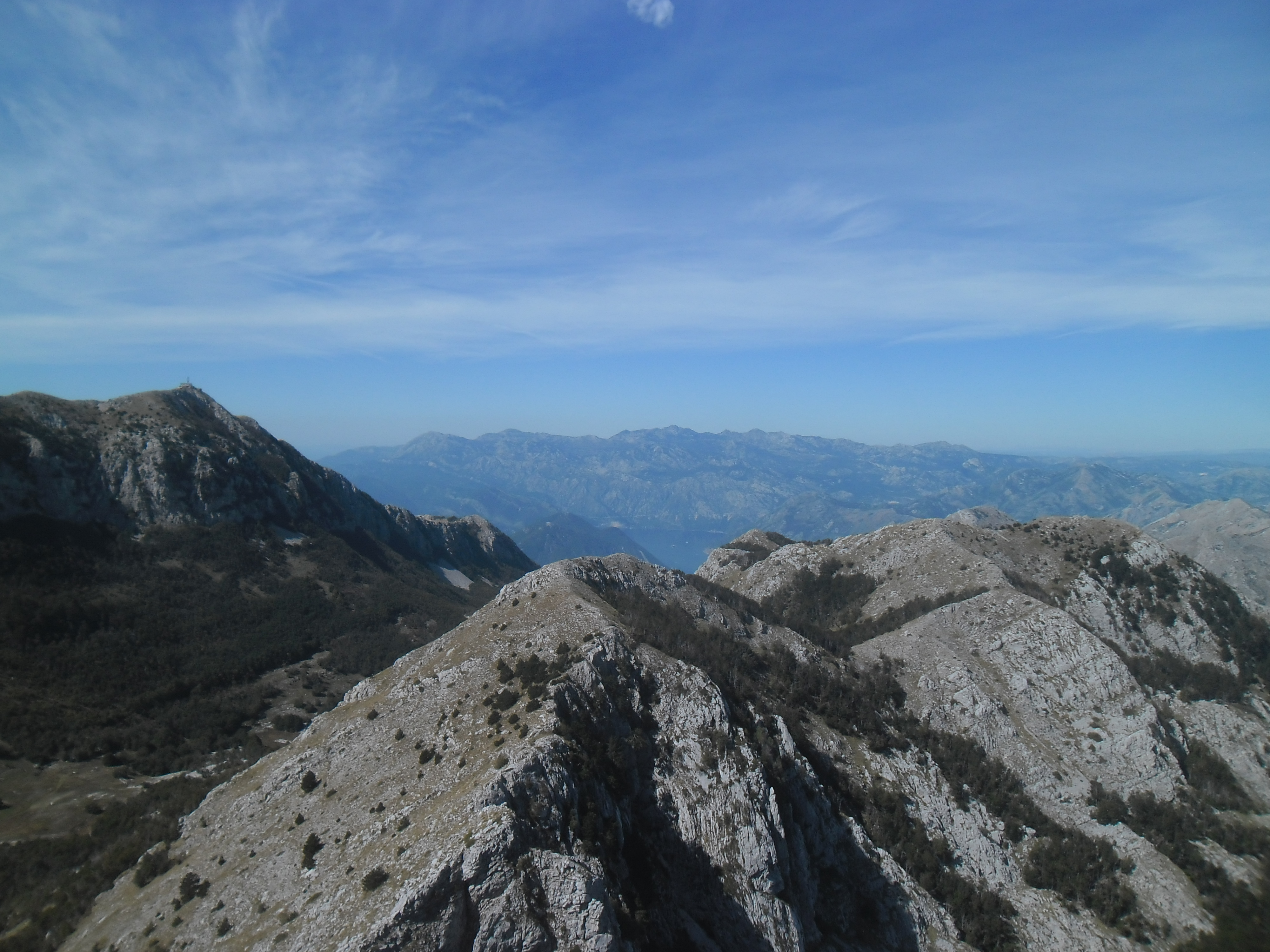
Panorama górska Lovćenu